# Thorsten Thaler
Thorsten Thaler (* 16. Dezember 1963 in Berlin) ist ein deutscher Journalist sowie ehemaliger Lektor (Arndt-Verlag) und Politiker (REP, DLVH). Er ist stellvertretender Chefredakteur der rechtskonservativen Wochenzeitung Junge Freiheit.

## Leben
Thaler absolvierte eine Ausbildung zum Verwaltungsfachangestellten und studierte Betriebswirtschaftslehre.
Er war zunächst Weddinger Kreisvorsitzender und stellvertretender Landesvorsitzender der Jungen Union (JU) in Berlin, wechselte dann zu den Republikanern. Er war Pressesprecher der Republikaner Berlin und von 1989 bis 1990 Geschäftsführer der Republikaner-Fraktion im Abgeordnetenhaus von Berlin. Danach war er Landesvorstandsmitglied der rechtsextremen Deutschen Liga für Volk und Heimat (DLVH). 1990 wurde er Mitglied im rechtsextremen Hoffmann-von-Fallersleben-Bildungswerk. 1992 war er unter den Verletzten eines politisch motivierten Überfalls in Berlin, bei dem Gerhard Kaindl, Landesschriftführer der DLVH, getötet wurde.
Thaler schrieb für verschiedene neurechte bis rechtsextreme Medien, u. a. für Berliner Nachrichten (REP-Zeitung), Criticón, Nation und Europa, Sleipnir, Gegengift, Deutsche Rundschau und Europa vorn und war 1992 Cheflektor des Arndt-Verlags des rechtsextremen Verlegers Dietmar Munier. Er ist seit 1989 Autor der rechtskonservativen Wochenzeitung Junge Freiheit. Zwischenzeitlich Chef vom Dienst (CvD), ist er heute stellvertretender Chefredakteur und Leiter des Kulturressorts der Zeitung.

## Schriften (Auswahl)
- hrsg.: 25 Jahre Junge Freiheit. Der Freiheit eine Gasse! – Eine deutsche Zeitungsgeschichte. Edition JF, Berlin 2011, ISBN 978-3-929886-36-8.